# Isocytidin
Isocytidin ist ein synthetisches Nukleosid. Es besteht aus der β-D-Ribofuranose (Zucker) und der Nukleinbase Isocytosin. Es ist ein Isomer des Cytidins, wobei Aminogruppe und Carbonylgruppe die Plätze tauschen. Die anderen Isomere sind Pseudocytidin und Pseudoisocytidin. Im Vergleich zu anderen Pyrimidin-Ribonukleosiden kann Isocytidin leicht mit verdünnter Essigsäure hydrolysiert werden. Die Verbindung konnte aus Penicillium brevicompactum isoliert werden.
|            |                |
| Cytidin, C | Isocytidin, iC |